# Solanum lanzae
Solanum lanzae är en potatisväxtart som beskrevs av J.-p.Lebrun och Adélaïde Louise Stork. Solanum lanzae ingår i släktet skattor som ingår i familjen potatisväxter. Inga underarter finns listade i Catalogue of Life.